# Брюнс, Макс
Макс Брюнс (нидерл. Max Bruns; 6 ноября 2002 года, Алмело) — нидерландский футболист, полузащитник клуба «Твенте».

## Клубная карьера
Макс — уроженец нидерландского города Алмело, расположенного в провинции Оверэйсел. Начинал заниматься футболом в команде «МВВ 29», в четырнадцать лет перешёл в академию «Твенте». С сезона 2020/21 — игрок основной команды. Большую часть сезона провёл на скамейке запасных, сыграв всего один матч. Этот дебютный матч в Эредивизи пришёлся на поединок с ПСВ, состоявшийся 6 февраля 2021 года. В нём Макс вышел на поле на 86-й минуте, заменив защитника Хулио Плегесуэло. 17 февраля 2021 года подписал с Твенте свой первый профессиональный контракт сроком на два года с возможностью продления ещё на один.
Комфортнее всего себя чувствует на позиции опорника или же в центре поля.

## Статистика выступлений
| Выступление      | Выступление      | Выступление      | Лига | Лига | Кубок | Кубок | Еврокубки | Еврокубки | Прочие | Прочие | Итого | Итого |
| Клуб             | Лига             | Сезон            | Игры | Голы | Игры  | Голы  | Игры      | Голы      | Игры   | Голы   | Игры  | Голы  |
| ---------------- | ---------------- | ---------------- | ---- | ---- | ----- | ----- | --------- | --------- | ------ | ------ | ----- | ----- |
| Твенте           | Эредивизи        | 2020/21          | 1    | 0    | 0     | 0     | —         | —         | —      | —      | 1     | 0     |
| Твенте           | Эредивизи        | 2021/22          | 3    | 0    | 0     | 0     | —         | —         | 0      | 0      | 3     | 0     |
| Твенте           | Эредивизи        | 2022/23          | 9    | 0    | 2     | 0     | 1         | 0         | —      | —      | 12    | 0     |
| Твенте           | Эредивизи        | 2023/24          | 12   | 0    | 1     | 0     | 4         | 0         | —      | —      | 17    | 0     |
| Твенте           | Эредивизи        | 2024/25          | 23   | 0    | 0     | 0     | 7         | 0         | 2      | 0      | 32    | 0     |
| Твенте           | Итого            | Итого            | 48   | 0    | 3     | 0     | 12        | 0         | 2      | 0      | 65    | 0     |
| Всего за карьеру | Всего за карьеру | Всего за карьеру | 48   | 0    | 3     | 0     | 12        | 0         | 2      | 0      | 65    | 0     |